# Trayamar
Koordinaten: 36° 44′ 55″ N, 4° 2′ 57″ W

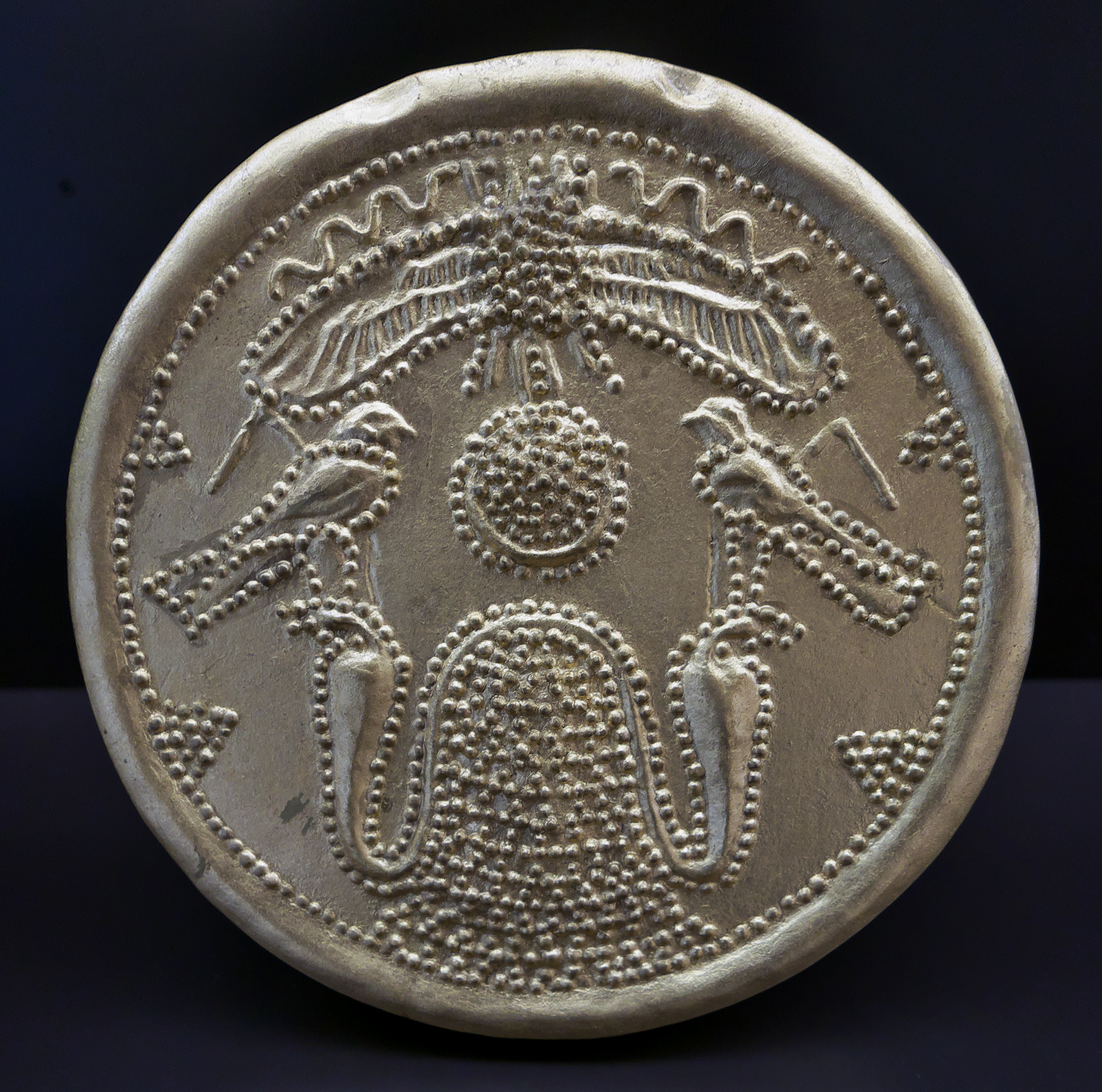
Medallion aus der Nekropole von Trayamar

Trayamar ist das phönizische Gräberfeld der benachbarten Siedlung Morro de Mezquitilla. Es liegt nahe der Mündung des Rio Algarrobo in der Provinz Málaga in Andalusien, Spanien. Die Küstenstraße E15 überquert 37 km östlich von Málaga den Rio Algarrobo bei Algarrobo Costa. Die schlecht erhaltene Siedlung liegt östlich, die besser erhaltene Nekropole westlich des Flusses. Die sepulkralen Denkmäler von Trayamar sind die im westmediterranen Raum üblichen, gehören aber zu den besser erforschten.

## Geschichtlicher Hintergrund
Die phönizischen Küstenniederlassungen östlich von Málaga sind gut erforscht.
Niederlassungen
Adra, Almuñecar, Benalmadena (nicht veröffentlicht), Cabezo de San Pedro, Cabezo de la Esperanza, Castillo de Doña Blanca, Cerro Alarcón, Cerro del Peñón, Cerro del Mar, Cerro del Prado, Cerro del Villar, Cerro Doblas, Chorreras, El Saladillo Alto, La Loma, Malaka, Morro de Mezquitilla (bei Trayamar), Suel und Toscanos
Nekropolen
Cortijo de las Sombras, Jardín, Las Cumbres, La Joya, Laurita, Tortuga und Trayamar
Das keramische Material hat weitgehende Übereinstimmung mit der Chronologie des 8. Jahrhunderts v. Chr.; wobei einige Stücke noch älter sind. Alberto Lòpez Malax-Echeverria kommt bei der Analyse der Siedlungen und Nekropolen zu der Erkenntnis, dass Handel und Kolonisation nicht das Primärziel der Phönizier in Spanien waren. Eher scheint hier, wie bei der Besiedlung Süditaliens durch die Griechen, Migration im Vordergrund zu stehen. Gegebenenfalls auch im Gegensatz zu jener Besiedlung, die in dem Dreieck zwischen Ibiza, Korsika und Sizilien erfolgte. In Südspanien vermisst er vor allem die Nähe zu Erzlagerstätten, ferner Tephatim und Waffenfunde.
Die phönizische Kolonisation beginnt (abgesehen von Gadir – span. Cádiz) im 8. Jahrhundert v. Chr. Ausgangszentrum ist die phönizische Stadt Tyrus. Nahezu gleichzeitig erfolgt die Gründungen zahlreicher Kolonien im westlichen Mittelmeer einschließlich Karthagos. In diese Kolonisation reihen sich praktisch alle archäologischen Fundstätten mit Typen von Keramik ein, die auf der Töpferscheibe hergestellt wurde.

## Die Nekropole
Die rechteckigen Kammern aus großen bearbeiteten Blöcken wurden in den Hügel platziert. Sie haben an der Frontseite große Zugänge. Funde, die Belege für die Chronologie geliefert haben, wurden in jedem Grab gemacht. Von den fünf Gräbern blieb nur eines intakt und ist zu besichtigen. Zwei wurden 1965 beim Straßenbau vernichtet, zwei sind schlecht erhalten. Sowohl Beisetzungen als auch Verbrennungen sind belegbar. Letztere wurden in Alabastergefäßen deponiert. 
- Grab Nr. 1 kann auf etwa 650 v. Chr. datiert werden, es enthält aber auch eine 150 Jahre jüngere Sekundärbestattung.
- Der Bau der Gräber 2 und 4 (vor der Zerstörung untersucht) lässt sich auf etwa 600 v. Chr. datieren und scheint das Ende der Periode der Körperbeisetzungen zu markieren. Die spätere Nutzung der Kammern für Begräbnisse kann entweder unmittelbar oder später erfolgt sein und bis zur Aufgabe der Siedlung am anderen Ufer angedauert haben. Die Funde sind im Museum von Málaga ausgestellt.

## Die Siedlung
Auf dem Morro de Mezquitilla wurden im Jahr 1964 die Spuren einer phönizischen Manufaktur entdeckt und im Jahre 1967 ausgegraben. Als Nachfolger jungsteinzeitlicher und bronzezeitlicher Besiedlung auf diesem Hügel, wurde die phönizische Niederlassung, etwa Mitte des 7. Jahrhunderts, gegründet und etwa 200 Jahre bewohnt. Hier finden sich auch Spuren einer nachfolgenden römischen Epoche.